# 德山站 (庆尚南道)
德山站（：／ Deoksan yeok */?）是德山線沿線的一座鐵路車站，位於韓國庆尚南道昌原市義昌區東邑。

## 历史
- 1922年10月16日 - 落成使用。

## 相鄰車站
韓國鐵道公社
德山線
龍岡－德山